# Ceylonthelphusa kandambyi
Ceylonthelphusa kandambyi е вид ракообразно от семейство Gecarcinucidae. Видът е почти застрашен от изчезване.

## Разпространение
Разпространен е в Шри Ланка.

## Описание
Популацията на вида е стабилна.